# Barre des Écrins
Die Barre des Écrins ist der höchste Gipfel der als Écrins-Massiv, Les Écrins oder Pelvoux-Massiv bezeichneten Gebirgsgruppe in den französischen Dauphiné-Alpen. Mit einer Höhe von 4102 m ist sie nicht nur der südlichste und westlichste Viertausender der Alpen, sondern einer der prominentesten und dominantesten Gipfel im gesamten Alpenraum.

## Lage
Erst in mehr als 100 km Entfernung werden im Montblanc-Massiv größere Höhen erreicht; die Schartenhöhe – gemessen über den Col du Lautaret – beträgt mehr als 2000 Meter. Damit liegt sie in Bezug auf Dominanz und Prominenz an 3. bzw. 12. Stelle im gesamten Alpenraum. Die Barre ist zugleich die höchste Erhebung inmitten des 1973 gegründeten Nationalparks Écrins südlich des Skiorts La Grave. Sie ist Grenzberg zwischen den Départements Isère und Hautes-Alpes. Die Grenze verläuft von Nord nach Süd über den Dôme de Neige des Écrins und biegt am Pic Lory nach Süden zum Col des Avalanches (3479 m) ab. Der Hauptgipfel selbst liegt auf dem Territorium des Départements Hautes-Alpes in der Region Provence-Alpes-Côte d’Azur an der Grenze zum Département Isère (Region Auvergne-Rhône-Alpes).
Die Barre des Écrins erhebt sich aus vier sie umgebenden Gletschern, deren bekannteste der lange Glacier Blanc auf der Nordseite und der schuttbedeckte Glacier Noir auf der Südostseite sind. Die raue Gebirgsgruppe um den Berg wird von deutschsprachigen Alpinisten (nicht aber in Frankreich) als Haut-Dauphiné bezeichnet und stellt eines der wildesten und ursprünglichsten Gebiete der Alpen dar.

## Nebengipfel
Dôme de Neige und Pic Lory sind Nebengipfel von untergeordneter Bedeutung.
- Trotzdem wird der 4015 m hohe Dôme de Neige des Écrins oft als eigenständiges Ziel angegangen, zumal die magische Viertausendmetermarke überschritten wird und der schmale Gratübergang auf den Hauptgipfel nicht jedermanns Sache ist. Er wird bisweilen auch als Wintergipfel bezeichnet (er kann bis zu seinem höchsten Punkt mit Tourenski bestiegen werden). Im Gegensatz zum Pic Lory wurde der Dôme de Neige in die 82 Gipfel zählende Liste der Viertausender in den Alpen nach UIAA-Klassifikation aufgenommen.[2] Seine Schartenhöhe – gemessen über die Brèche Lory, die ihn von der Barre trennt – beträgt 41 Meter.
- Am 4086 m hohen Pic Lory vereinigen sich die drei großen Grate der Barre des Écrins. Der Pic wird bei der Ersteigung des Hauptgipfels auf dem »Normalweg« überschritten.

## Wege zum Gipfel
Dieser Normalweg führt von Ailefroide im Südosten des Berges zum Refuge des Écrins, 3170 m, oberhalb des Glacier Blanc und weiter über den Gletscher bis an den rechten Wandfuß kurz unterhalb des Col des Écrins, 3367 m. Von dort quert man die vergletscherte Gipfelflanke zwischen Spalten und Seracs von rechts unten nach links oben, bevor man sich wiederum nach rechts gegen die Gipfelwand wendet. Der höchste Punkt wird heute auf den letzten Metern nicht über die Nordwand, sondern über den Westgrat und den Pic Lory erklettert. Der Abstieg führt entweder über den Glacier Blanc zurück nach Ailefroide oder über den Col des Écrins hinunter zum Glacier de Bonne Pierre und weiter nach La Bérarde. Weitere, jedoch deutlich schwierigere Anstiege führen vom Glacier Noir über die Südwandrippe hinauf zum Pic Lory bzw. vom Refuge Temple-Écrins über den Col des Avalanches in die Brèche Lory zwischen Dôme de Neige und Hauptgipfel.

## Erstbesteigung

Die Barre des Écrins über dem Bonne-Pierre-Gletscher

Die Barre des Écrins wurde durch Adolphus Warburton Moore, Horace Walker und Edward Whymper – zusammen mit ihren Führern Christian Almer und Michel Croz – am 25. Juni 1864 über die direkte Nordwand erstmals bestiegen. Die erste Winterbesteigung führte Daniel Armand-Delille am 19. Februar 1926 durch.